# 董事

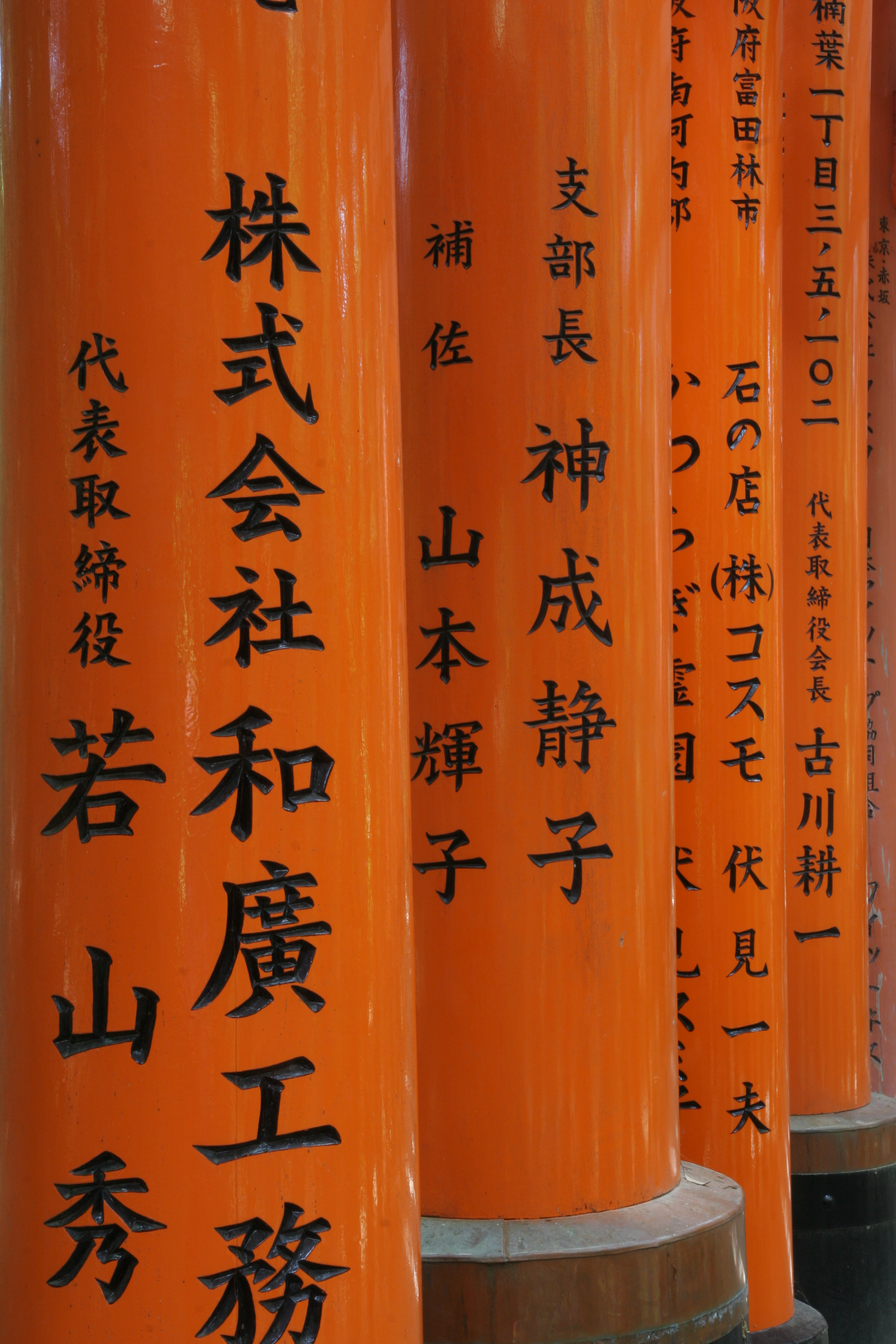
日本的取締役為董事會成員-董事

董事，通常稱董監事，是一家公司的董事會成員，他們受股東大會的委任並授以特定權力，有關權力與責任受制於公司的章程細則或受聘合約當中。例如香港《公司條例》定義董事包括以任何職稱擔任董事職位的人。一般情況下，董事是公司裡負責指導和帶領公司事務的人，並適量地授權予管理層管理該公司的日常運作，以達成股東托付賺取最佳利潤的使命。

## 分類
董事一般分為執行董事（常務董事）和非執行董事。一般來說，執行董事是那些全職負責公司管理的人，非執行董事則是從外部引入、有豐富經驗的專家，他們使公司的決策基於更加客觀的視覺。很多在2000年左右重組的公司，都刻意增加非執行董事的人數和職權，因為人們普遍相信一個更加客觀的視覺能限制公司結構臃腫和盲目自大，也能减少公司醜聞的發生。這種觀點並不新鮮，和英國的Cadbury委員會於1992年提出的建議很相似。
實際情况中，執行董事普遍傾向於讓更多熟悉公司業務的人進入董事會。
另外有些公司的工會影響力較大時，亦會藉由與資方的團體協約或是公司章程內明定由工會推派一定數目的勞工董事（工會董事）進入董事會，以保障勞方的權益。
在一些國家，也把那些不是董事的實權人物稱為影子董事。一個影子董事是指雖然不是董事，但是實際行使董事職權的人（很多是因為他們自以為已經獲得了適當的授權）。影子董事不是董事，但是却不經合理途徑去尋求控制公司。
異於兩岸三地《公司法》規定董事長為單一代表與經理人治理的分工制度，日本《會社法》實施「代表董事制度」、且沒共同代表下允許董事代表公司。

## 職稱
董事會成員之職稱可由股東或董事會自行劃分，常見的可分為：
- 董事長（英文：Chairman of the Board，可翻譯為董事會主席，通常是股份最多者）
- 行政總裁（英文：Chief Executive Officer，簡稱CEO，公司最高行政主管）
- 董事總經理（董事同時身兼總經理，公司行政負責人）
- 代表董事（日本：代表取締役；韓國：代表理事，公司代表人、法人代表）
- 執行董事（也稱「常務董事」，同時擔任公司行政職務）
- 非執行董事（無公司行政職務）
- 獨立非執行董事（一般於上市公司出現）
- 替任董事（也稱「候補董事」，於公司董事暫不能處理公司事務時，暫代處理董事職務）

有關職稱並不會限制一個董事的應有權利及責任。董事會成員之職稱並無法律上的限制，根據一般地區的法律，董事會的責任為董事會全體成員負擔，並由個別成員為其已分配之責任負責。

## 職級對照
| 中文                                                                                           | 英文 | 日語       | 韓語                         |
| ---------------------------------------------------------------------------------------------- | ---- | ---------- | ---------------------------- |
| 董事長、董事會主席                                                                             | ;    | 、         | 會長（）、理事會會長（）     |
| 副董事長、董事會副主席                                                                         |      | 、         | 副會長（）、理事會副會長（   |
| 行政總裁、总裁、董事總經理、总经理（中小企業最高管理人，大型企業集團子公司或事業群最高管理人） |      | （）、（） | （）、（）                   |
| 副總裁、副總經理                                                                               |      | （）       | （）                         |
| 代表董事、公司代表人、法人代表（日韓專屬職務）                                                 |      |            | 代表理事（）                 |
| 執行董事、常務董事                                                                             |      | 、         | 專務（）、常務理事（）       |
| 董事                                                                                           |      | 、         | 理事（）                     |
| 協理、總監、事業群／區域總經理                                                                 |      | 、         | 本部長（）                   |
| 部門（部）處長、（資深）經理                                                                   |      | （）       | （）                         |
| 部門副經理                                                                                     |      | （）       | （）                         |
| 部門（科）課長、（大）組長（以上為主管職）                                                     |      | 、         | 室長（）、課長（）、組長（） |
| 專案經理、小組長、主任、督導員                                                                 |      | 、         | 代理（）、主任（）           |
| 職員                                                                                           |      | （）、（） | （）、（）                   |
| 約聘（僱）、派遣職員、契約員工                                                                 |      | （）       | （）                         |
| 论 编                                                                                          |      |            |                              |

## 外部連結
- （香港）律政司：雙語法律資料系統——《公司條例》釋義：董事